# Dernière Mission
Pour plus de détails, voir Fiche technique et Distribution.
Dernière Mission (Τελευταία αποστολή (Teleftéa apostoli)) est un film grec réalisé par Níkos Tsifóros et sorti en 1948.
Premier film grec à être sélectionné au festival de Cannes.

## Synopsis
Une jeune femme (Smaroula Giouli) est arrêtée pour le meurtre d'une vieille femme (Miranta Myrat). Elle passe aux aveux. Son récit commence avec la guerre. Son père (Vasilis Diamantopoulos), un officier dans l'armée grecque, se replie avec celle-ci en Égypte. Pendant ce temps, en Grèce, sa femme prend comme amant un officier allemand tandis que sa fille s'engage dans la résistance. Lorsqu'il est envoyé en mission en Grèce, sa femme le dénonce aux autorités allemandes et il est exécuté. À la fin de la guerre, la fille vient tuer sa mère. Cependant, elle ne l'a pas tuée sur le coup. Pendant qu'elle raconte son histoire à la police, sa mère déclare à l'article de la mort qu'elle a essayé de se suicider et que sa fille est innocente. Dans un dernier souffle, elle lui accorde son pardon.

## Fiche technique
- Titre : Dernière Mission
- Titre original : Τελευταία αποστολή (Teleftéa apostoli)
- Réalisation : Níkos Tsifóros
- Scénario : Níkos Tsifóros
- Direction artistique : Giannis Sim
- Décors :
- Costumes :
- Photographie : Joseph Hepp
- Son : Markos Zervas
- Montage :
- Musique : Kostas Giannidis
- Société(s) de production : Finos Film
- Pays d'origine :  Grèce
- Langue : grec
- Format :  Noir et blanc - Mono
- Genre : Film de guerre
- Durée : 80 minutes
- Dates de sortie : 
  -  Grèce 1948
  -  États-Unis 1er octobre 1952

## Distribution
- Smaroula Giouli (el)
- Miranda Myrat (el)
- Vasilis Diamantopoulos (en)
- Nikos Tzogias (el)
- Dimos Starenios (el)
- Renos Koulmasis
- Sofi Lila

## Distinctions
Le film a été présenté en sélection officielle au Festival de Cannes 1951.